# Loisy-sur-Marne
Pour les articles homonymes, voir Loisy.
Loisy-sur-Marne est une commune française, située dans le département de la Marne en région Grand Est.
Les habitants de la commune sont les Loisyats et les Loisyates.

## Géographie
Loisy-sur-Marne est un village situé au nord-ouest de Vitry-le-François. Malgré ce que pourrait suggérer son nom, Loisy n'est pas traversé par la Marne. La rivière coule à l'écart du village et limite le territoire de la commune à l'est. Loisy est arrosé par la Guenelle et le ruisseau de l'Étang. La commune est desservie par la route départementale 2, allant de Châlons-en-Champagne à Vitry-le-François, et par la route départementale 502 entre Maisons-en-Champagne et Couvrot. La route nationale 4 passe au sud.
| Drouilly             | Soulanges       |                   |
| Maisons-en-Champagne | Loisy-sur-Marne | Couvrot           |
|                      | Blacy           | Vitry-en-Perthois |

### Hydrographie
La commune est dans la région hydrographique « la Seine de sa source au confluent de l'Oise (exclu) » au sein du bassin Seine-Normandie. Elle est drainée par la Marne, la Guenelle, le ruisseau de l'Étang et divers autres petits cours d'eau,.
La Marne  prend sa source sur le plateau de Langres, dans la commune de Saints-Geosmes (Haute-Marne) et se jette dans la Seine entre Charenton-le-Pont et Alfortville (Val-de-Marne) dans le quartier de Conflans-l'Archevêque. 
La Guenelle, d'une longueur de 30 km, prend sa source dans la commune de Glannes et se jette  dans la Marne à Mairy-sur-Marne, après avoir traversé onze communes. 

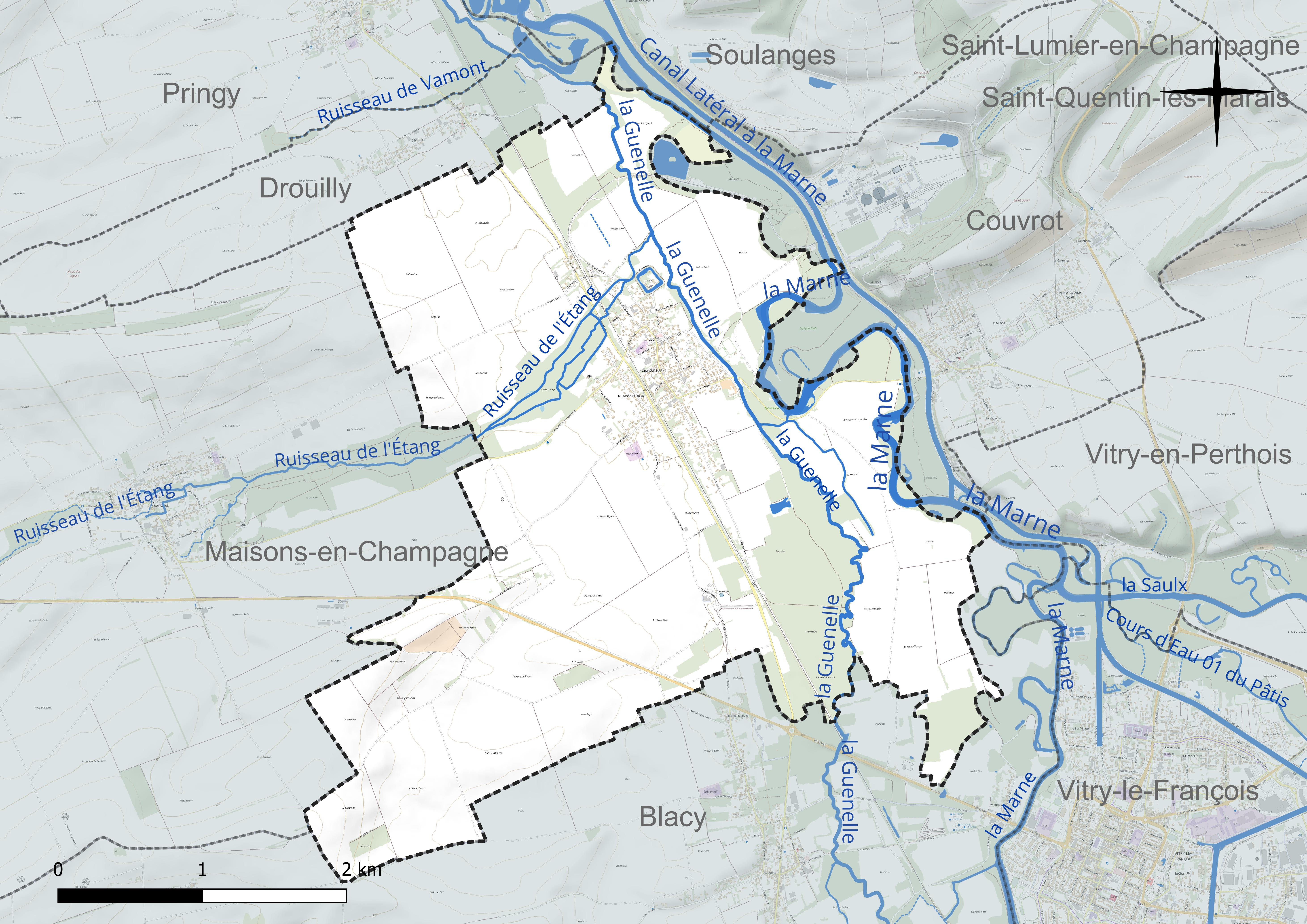
Réseau hydrographique de Loisy-sur-Marne.

### Climat
Pour des articles plus généraux, voir Climat du Grand Est et Climat de la Marne.
En 2010, le climat de la commune est de type climat océanique dégradé des plaines du Centre et du Nord, selon une étude du Centre national de la recherche scientifique s'appuyant sur une série de données couvrant la période 1971-2000. En 2020, Météo-France publie une typologie des climats de la France métropolitaine dans laquelle la commune est exposée à un climat océanique altéré et est dans la région climatique  Nord-est du bassin Parisien, caractérisée par un ensoleillement médiocre, une pluviométrie moyenne régulièrement répartie au cours de l’année et un hiver froid (3 °C). 
Pour la période 1971-2000, la température annuelle moyenne est de 10,5 °C, avec une amplitude thermique annuelle de 15,9 °C. Le cumul annuel moyen de précipitations est de 710 mm, avec 11,7 jours de précipitations en janvier et 8,2 jours en juillet. Pour la période 1991-2020, la température moyenne annuelle observée sur la station météorologique de Météo-France la plus proche, « Frignicourt », sur la commune de Frignicourt à 7 km à vol d'oiseau, est de 11,5 °C et le cumul annuel moyen de précipitations est de 694,6 mm. 
La température maximale relevée sur cette station est de 41,7 °C, atteinte le 25 juillet 2019 ; la température minimale est de −22 °C, atteinte le 9 janvier 1985,,. 
Les paramètres climatiques de la commune ont été estimés pour le milieu du siècle (2041-2070) selon différents scénarios d'émission de gaz à effet de serre à partir des nouvelles projections climatiques de référence DRIAS-2020. Ils sont consultables sur un site dédié publié par Météo-France en novembre 2022.

## Urbanisme

### Typologie
Au 1er janvier 2024, Loisy-sur-Marne est catégorisée commune rurale à habitat dispersé, selon la nouvelle grille communale de densité à sept niveaux définie par l'Insee en 2022.
Elle est située hors unité urbaine. Par ailleurs la commune fait partie de l'aire d'attraction de Vitry-le-François, dont elle est une commune de la couronne,. Cette aire, qui regroupe 73 communes, est catégorisée dans les aires de moins de 50 000 habitants,.

### Occupation des sols
L'occupation des sols de la commune, telle qu'elle ressort de la base de données européenne d’occupation biophysique des sols Corine Land Cover (CLC), est marquée par l'importance des territoires agricoles (79,4 % en 2018), en augmentation par rapport à 1990 (78,2 %). La répartition détaillée en 2018 est la suivante : 
terres arables (77 %), forêts (13,7 %), zones urbanisées (6,9 %), zones agricoles hétérogènes (2,4 %). L'évolution de l’occupation des sols de la commune et de ses infrastructures peut être observée sur les différentes représentations cartographiques du territoire : la carte de Cassini (XVIIIe siècle), la carte d'état-major (1820-1866) et les cartes ou photos aériennes de l'IGN pour la période actuelle (1950 à aujourd'hui).

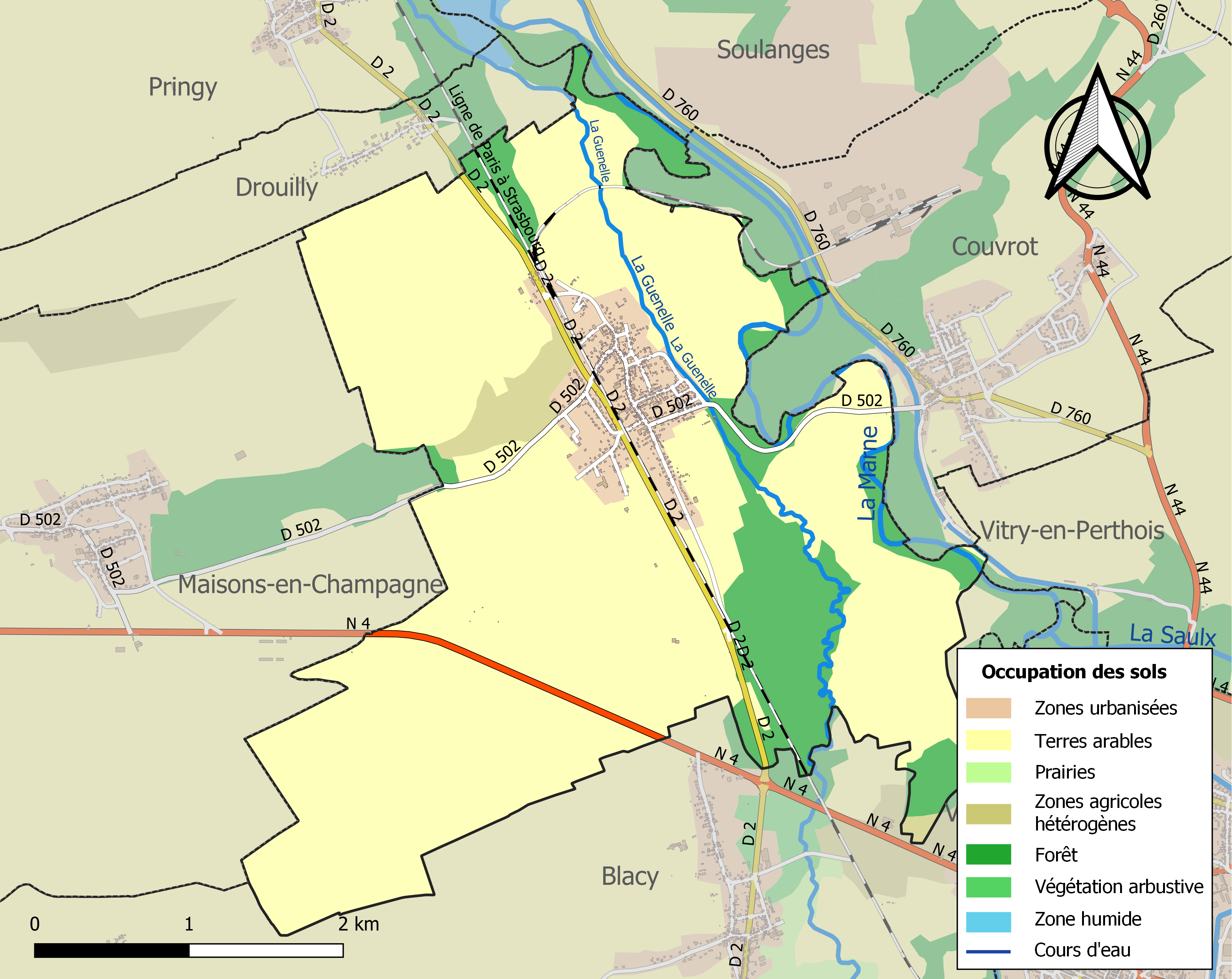
Carte des infrastructures et de l'occupation des sols de la commune en 2018 (CLC).

## Toponymie
Le nom de la localité est attesté sous les formes Loisia (1117) ; Loiseium (1121) ; Loseium (1147-1151) ; Loisiacum (1227) ; Loysie (vers 1252) ; Losya (1256-1270) ; Loysiacum (1286) ; Loisya (1405) ; Loisye (1464) ; Loysi (vers 1500) ; Loisie-sur-Marne (1535) ; Loysie-en-Brie (1557) ; Loysia (vers 1600) ; Loisie ad Matronam, vulgo Loisie-sur-Marne (1755).

Paul Lebel avance l'hypothèse que les toponymes Loisy, forme ancienne Loisia , ne sont pas des domaines de Lautius, mais des lieux marécageux,.
La Marne est une rivière située à l'est du Bassin parisien. C'est le principal affluent de la Seine.

## Histoire
Des évidences d'habitation de la commune depuis le Mésolithique ont été mis au jour avec l'archéologie préventive de la ZAC de la Haute-Voie à flanc de coteau.
Il subsiste encore des maisons à pans de bois dans le village, malgré les ravages du feu de juillet 1921 et quelques initiatives malheureuses.
A la fin des années 1850, une gare a été ouverte à Loisy-sur-Marne sur la ligne de Paris-Est à Strasbourg-Ville. Elle a été fermée au trafic des voyageurs aux alentours de 1970 mais le bâtiment existe toujours. Il s'agit d'un bâtiment voyageurs de type 7 construit par les Chemins de fer de l'Est.

## Politique et administration

### Situation administrative
Lors de sa création, la commune est chef-lieu de canton. En 1801, elle rejoint le canton de Vitry-sur-Marne. Ce dernier est divisé en deux en 1973. Loisy-sur-Marne appartient alors au canton de Vitry-le-François-Ouest. Dans le cadre du redécoupage cantonal de 2014 en France, la commune fait désormais partie du canton de Vitry-le-François-Champagne et Der.

## Démographie
L'évolution du nombre d'habitants est connue à travers les recensements de la population effectués dans la commune depuis 1793. Pour les communes de moins de 10 000 habitants, une enquête de recensement portant sur toute la population est réalisée tous les cinq ans, les populations de référence des années intermédiaires étant quant à elles estimées par interpolation ou extrapolation. Pour la commune, le premier recensement exhaustif entrant dans le cadre du nouveau dispositif a été réalisé en 2008.

En 2022, la commune comptait 1 114 habitants, en évolution de +1,74 % par rapport à 2016 (Marne : −1,19 %, France hors Mayotte : +2,11 %).
| 1793 | 1800 | 1806 | 1821 | 1831 | 1836 | 1841 | 1846 | 1851 |
| ---- | ---- | ---- | ---- | ---- | ---- | ---- | ---- | ---- |
| 713  | 753  | 748  | 734  | 744  | 763  | 764  | 797  | 892  |

| 1856 | 1861 | 1866 | 1872 | 1876 | 1881 | 1886 | 1891 | 1896 |
| ---- | ---- | ---- | ---- | ---- | ---- | ---- | ---- | ---- |
| 821  | 796  | 759  | 743  | 710  | 694  | 727  | 662  | 642  |

| 1901 | 1906 | 1911 | 1921 | 1926 | 1931 | 1936 | 1946 | 1954 |
| ---- | ---- | ---- | ---- | ---- | ---- | ---- | ---- | ---- |
| 647  | 628  | 634  | 682  | 772  | 776  | 771  | 796  | 791  |

| 1962 | 1968 | 1975 | 1982 | 1990 | 1999 | 2006 | 2008 | 2013  |
| ---- | ---- | ---- | ---- | ---- | ---- | ---- | ---- | ----- |
| 837  | 902  | 874  | 926  | 893  | 893  | 933  | 941  | 1 079 |

| 2018  | 2022  | - | - | - | - | - | - | - |
| ----- | ----- | - | - | - | - | - | - | - |
| 1 099 | 1 114 | - | - | - | - | - | - | - |

## Culture locale et patrimoine

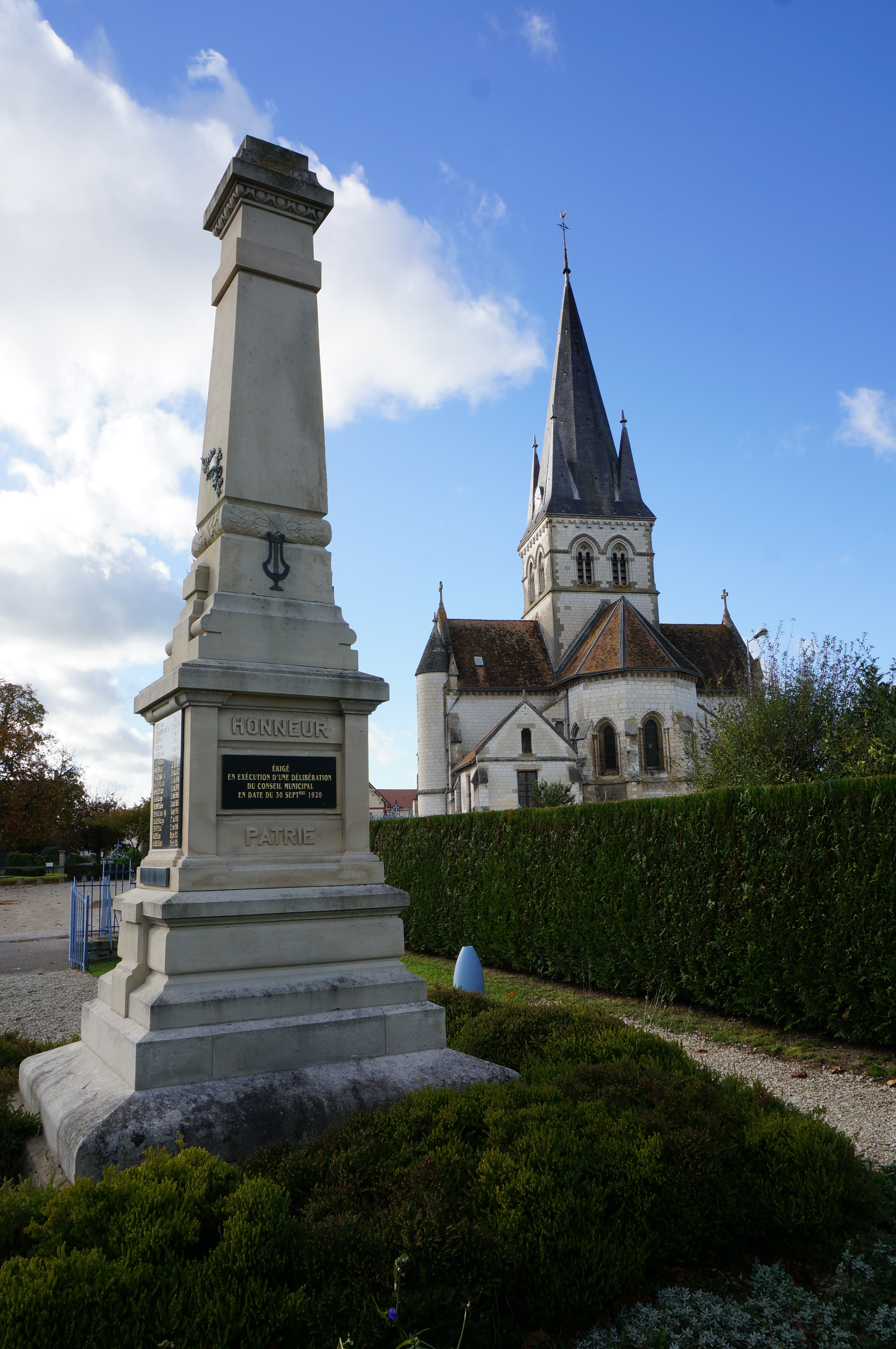
Le monument aux morts et l'église.

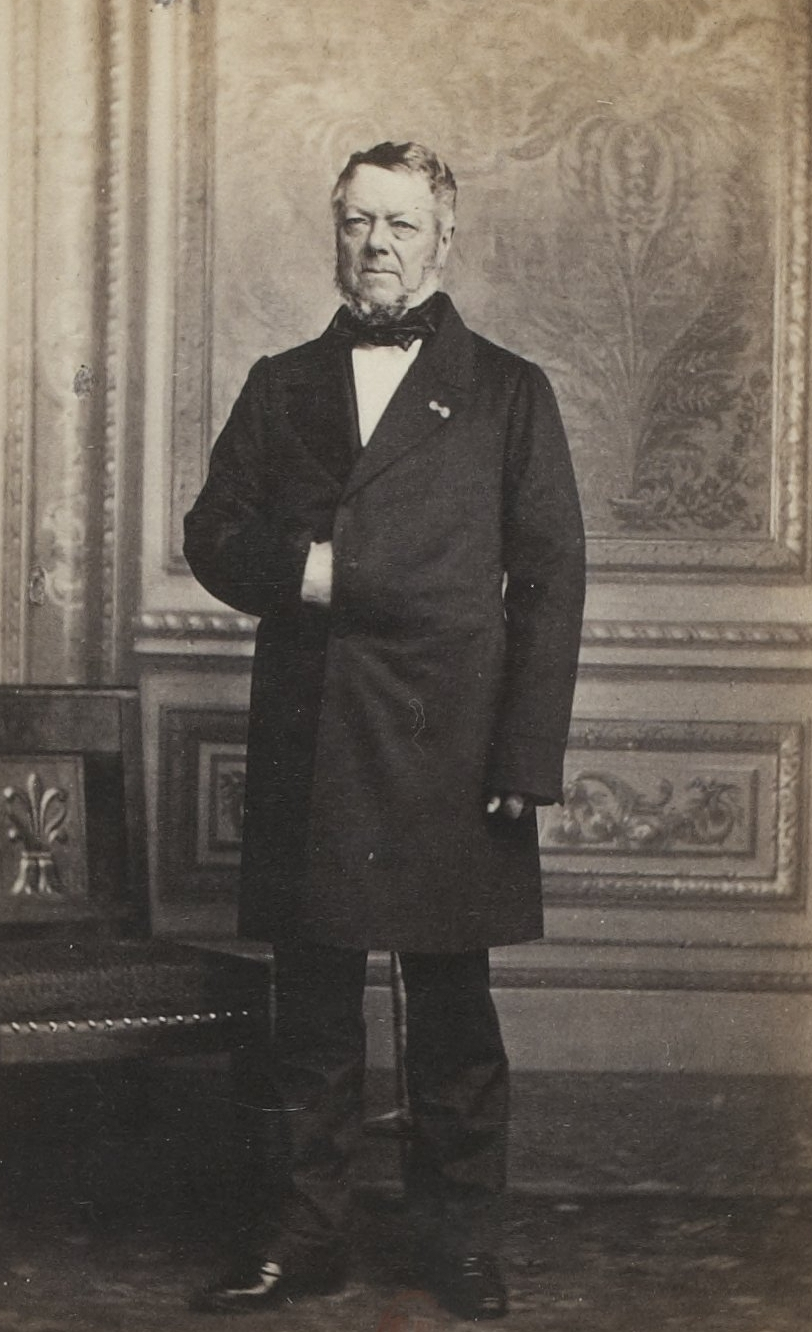
Album des députés au Corps législatif entre 1852-1857-Haudos

### Lieux et monuments
- L'église Saint-Juvin de Loisy-sur-Marne, restaurée et agrandie dans un style néo-gothique par l'architecte Jean François Choisy[31], consacrée le 23 septembre 1861. Elle abrite une statue de saint Juvin en bois datant du XVIe siècle, classée monument historique[32]. L'église reçut la visite de l'évêque-comte de Châlons Louis Antoine de Noailles le 10 mars 1683 : l'évêque y célébra la messe et y donna le sacrement de confirmation à plusieurs enfants de la paroisse[33].
- Le monument aux morts de la Première Guerre mondiale, de la Seconde Guerre Mondiale et des conflits d'Indochine et d'Algérie[34].
- Le château dit de Montmorency, successivement possédé par plusieurs grandes familles.
- Le château de Loisy dit de Felcourt, commandité par Justin Haudos, maire et bienfaiteur de Loisy sur Marne et député de la Marne, dont hérita son neveu et voisin le comte de Felcourt, maire de Maisons en Champagne et conseiller général de la Marne, propriétaire du château de Maisons en Champagne.

### Personnalités liées à la commune
Justin Haudos, maire et député au Corps législatif du Second Empire, utilisait sa fortune en transformant le village de Loisy, la restauration de l'église terminée, Haudos invitait S. E. le Cardinal Gousset à la consacrer, le 23 septembre 1861, assisté par Mgr Bara, évêque de Châlons, dans le diocèse duquel se trouvait l'église de Loisy. Mgr Gousset rapporta comme souvenir de sa démarche le peigne liturgique de Saint-Bernard qu'il déposa au trésor de la cathédrale de Reims.

### Héraldique
| Blason de Loisy-sur-Marne | Blason  | D’argent au lion de gueules ; à la bordure engrelée d’azur. |
| Blason de Loisy-sur-Marne | Détails | Le statut officiel du blason reste à déterminer.            |